# Adresă MAC

Structura unei adresei MAC

În informatică, o adresă Media Access Control (adresă MAC) este un număr întreg pe 6 octeți (48 biți) pe rețelele Token-ring sau Ethernet folosit la identificarea unui calculator într-o rețea locală. Inițial s-a dorit ca aceste adrese MAC să fie unice distribuindu-se zone contigue de adrese MAC la diferiți producători de interfețe de rețea. Relativ de curând adresele MAC sunt configurabile, așa că dezideratul privind unicitatea lor a nu se mai poate realiza.
In domeniul rețelisticii mai este cunoscuta și sub denumirile echivalente de adresa fizica sau adresa hardware. Denumirea oficiala data de IEEE (Institute of Electrical and Electronics Engineers) este EUI-48 (pentru varianta de 48 de biți) sau EUI-64 (cea de 64 de biți), EUI reprezentând acronimul de la Extended Unique Identifier.

## Convenție de notație
Forma standard de redare a unei adrese MAC (EUI-48) se face grupând cei 48 de biți, în 6 octeți (redați utilizând notația hexazecimala) și despărțiți prin cratima (-) sau prin doua puncte (:), aranjați după ordinea de transmisie a lor, ca în exemplul următor: 01-23-45-67-89-ab sau 01:23:45:67:89:ab. O alta notație utilizata de echipamentele de rețea, grupează octeții cate doi, având ca separator, punctul (.); astfel, adresa anterioara se scrie: 0123.4567.89ab.

## Detaliere
Adresele MAC pot fi de doua tipuri: adrese administrate universal sau adrese administrate local. O adresa administrata universal este alocata în mod unic de către producătorul  plăcii de rețea (NIC) și este salvata în memoria nevolatila a acesteia. Primii trei octeți (cei mai semnificativi) identifica producătorul și sunt cunoscuți sub denumirea de Identificator Unic de Organizație, (eng. Organizationally Unique Identifier, OUI). Restul octeților sunt asignați de către producător, păstrând ca baza criteriul de unicitate pentru fiecare produs în parte.
O adresă administrată local este asignată unui dispozitiv de către administratorul de rețea, suprascriind practic, valoarea memorata inițial. 
Distincția dintre cele doua tipuri de administrare a unei adrese, se face pe baza valorii bitului U/L (Universal/Local) cu semnificația următoare: 
- '0' - adresa administrata global
- '1' - adresa administrata local

Adresele MAC pe 48 de biți (EUI-48) sunt utilizate în următoarele tipuri de rețele:
- Ethernet
- Wi-Fi
- Bluetooth
- Token-ring
- FDDI

Adresele MAC pe 64 de biti (EUI-64) sunt utilizate în următoarele tipuri de rețele:
- FireWire
- ZigBee/6LowPAN